# Poa hieronymi
Poa hieronymi är en gräsart som beskrevs av Eduard Hackel. Poa hieronymi ingår i släktet gröen, och familjen gräs. Inga underarter finns listade i Catalogue of Life.